# Þórarinn Skeggjason
Þórarinn Skeggjason est un scalde islandais du XIe siècle. D'après le Skáldatal, il fut l'un des poètes de cour du roi de Norvège Harald l'Impitoyable. Il composa une drápa en son honneur. Seule une demi-strophe en a été conservée dans les sagas royales. Elle rapporte que Harald énucléa l'empereur byzantin Constantin Monomaque. Cet épisode est également rapporté par Þjóðólfr Arnórsson dans sa Sexstefja.  